# ایشتوان فکته
ایشتوان فِـکِـته (مجاری: István Fekete؛ ۲۵ ژانویهٔ ۱۹۰۰ – ۲۳ ژوئن ۱۹۷۰) نویسنده اهل مجارستان بود.
از فیلم‌ها یا مجموعه‌های تلویزیونی که وی در آن‌ها نقش داشته است، می‌توان به ووک و دکتر اشتوان کوواچ اشاره نمود.